# Рудна Глава
Рудна Глава — найдавніша шахта для видобутку металу в Європі. Розташована на території сучасної Сербії. Мідноносний район Бор — Майданпек, Північно-Східна Сербія.
Мідні руди Рудної Глави — це малахіт і азурит, які залягали в масиві кристалічних сланців, покарбованих мармурами та гранітами. 
Давні виробки були закладені у верхів'ях гори Чока Окні (400–450 м над рівнем моря), на поверхневих виходах окиснених мідних руд. 
Загальна кількість виявлених виробок становила більше 30. Це крутоспадні та вертикальні стовбури глибиною 7 — 12 м і діаметром від 1 до 4 м, а також штольні, що розкривали поклади. Усі виробки проводили за простяганням мінералізованих жил, повторюючи їх просторове залягання. Розташування виробок підтвердило найдавніші правила гірників: «тримайся за руду» та «шукай руду біля руди».

## Вогневий метод
Безпосередньо у виробках була зібрана значна колекція гірничих знарядь із каменю й оленячого рогу, а також посудин, які використовували під час вогневого руйнування порід. Перші ознаки використання вогневого методу були виявлені на території Західної Європи ще в неолітичних копальнях кременю (зокрема в Мюр-де-Баррес), але широкого застосування вогневий метод зазнав під час розробки саме мідних руд. 
Вогневий метод полягає в створенні великого вогнища у вибої виробки і високотемпературному нагріві порід, що приводило до їх розтріскування. Для підсилення ефекту руйнування забезпечували різкий перепад температур, для чого розпечені породи заливали водою. Штучно утворена тріщинуватість значно полегшувала подальшу розробку масиву порід за допомогою ударної дії молотів, або вбиванням клинів у тріщини. Вогневий метод руйнування порід успішно використовувався протягом кількох тисячоліть (до впровадження підривних технологій). Знаменно, що в Рудній Главі застосування вогневого методу здійснювали в V тис. до Р. Х.
Останнім часом в районі Майданпеку виявлені нові археологічні свідчення (ознаки гірничих розробок, поселення гірників, хрестові мідні сокири для руйнування порід та ін.), що вможливлює припущення про наявність в цьому регіоні Балкан в часи енеоліту розвинутого гірництва, що належали добі культури Винча.